# Centris errans
Centris errans är en biart som beskrevs av Fox 1899. Centris errans ingår i släktet Centris och familjen långtungebin. Inga underarter finns listade.

## Bildgalleri

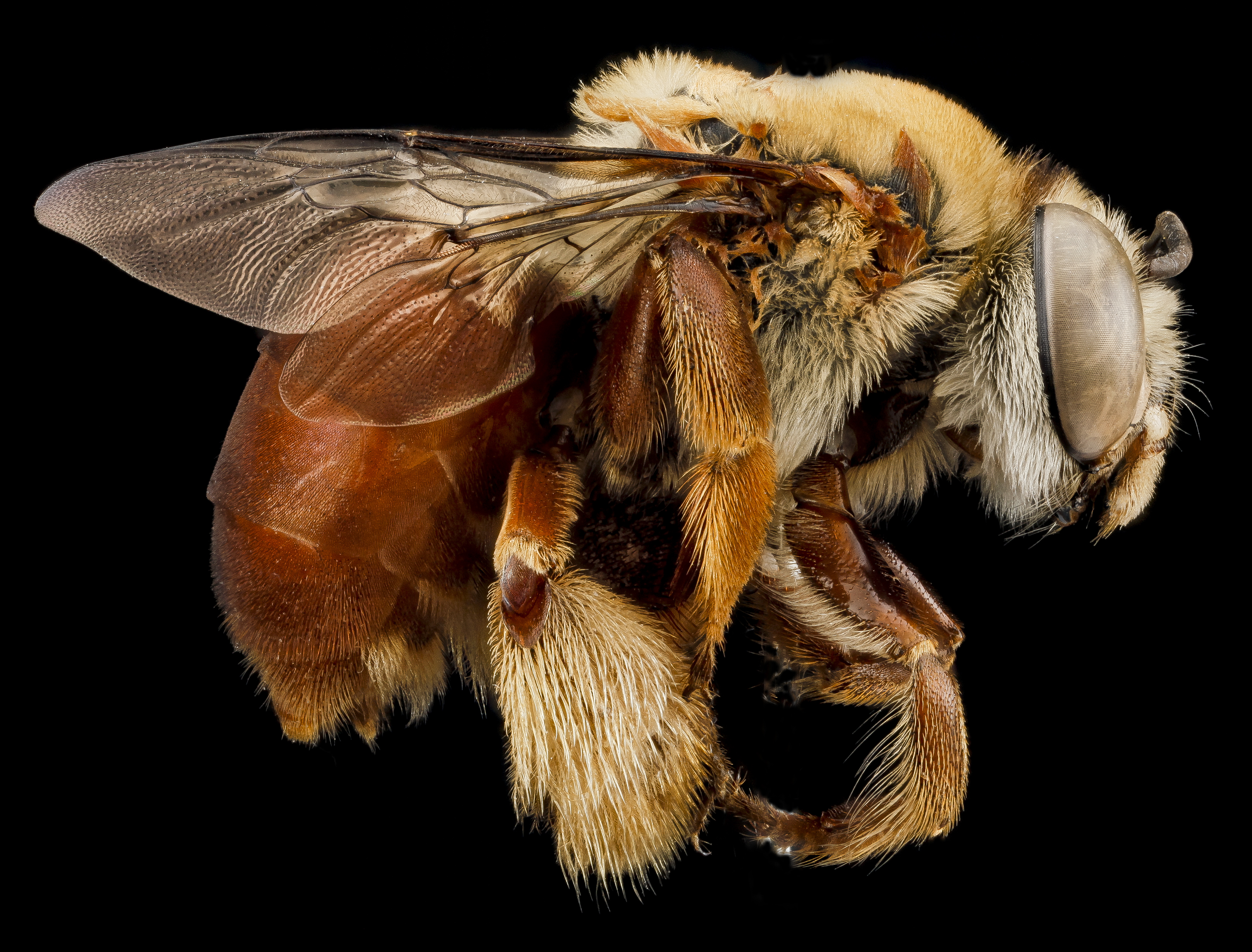
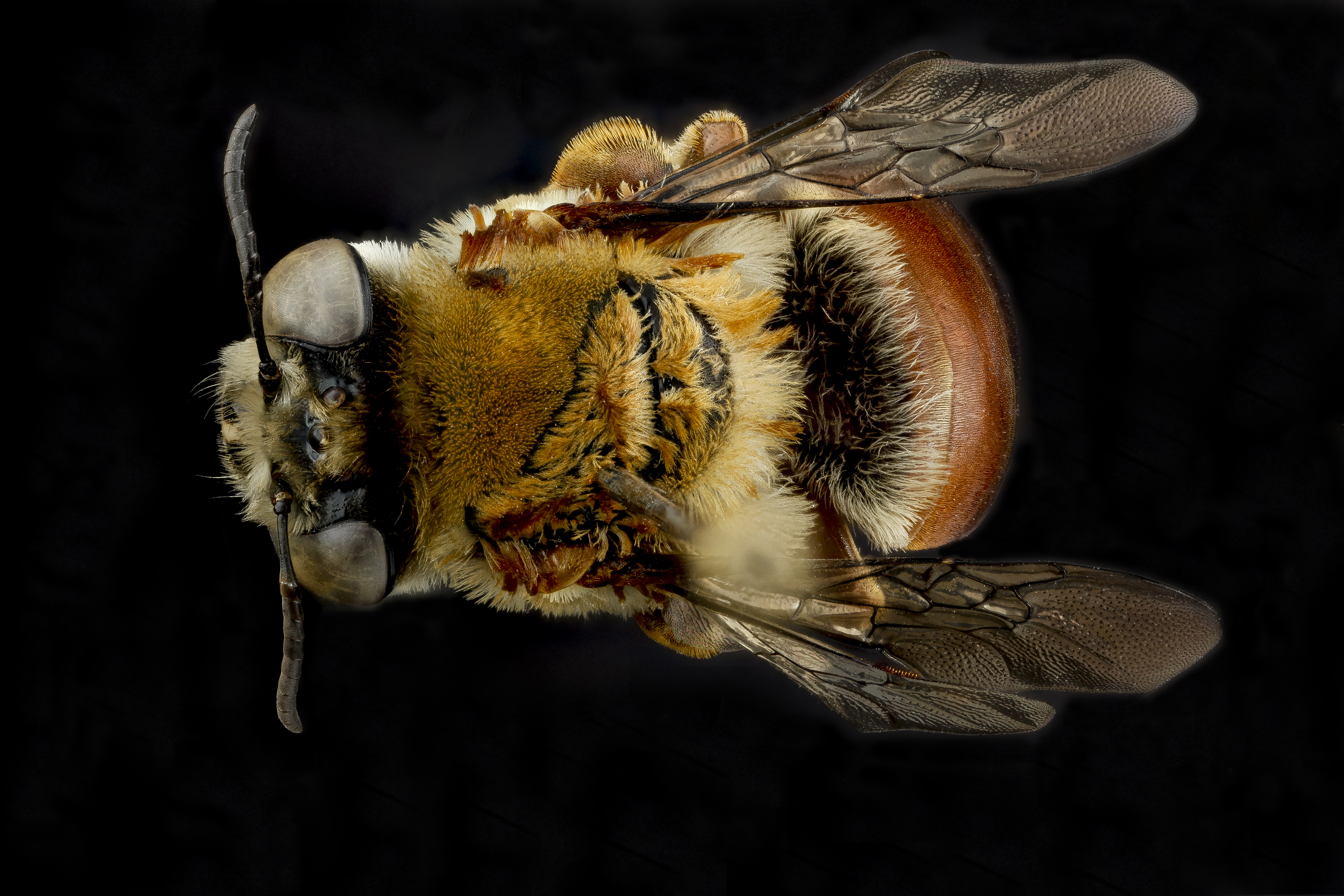
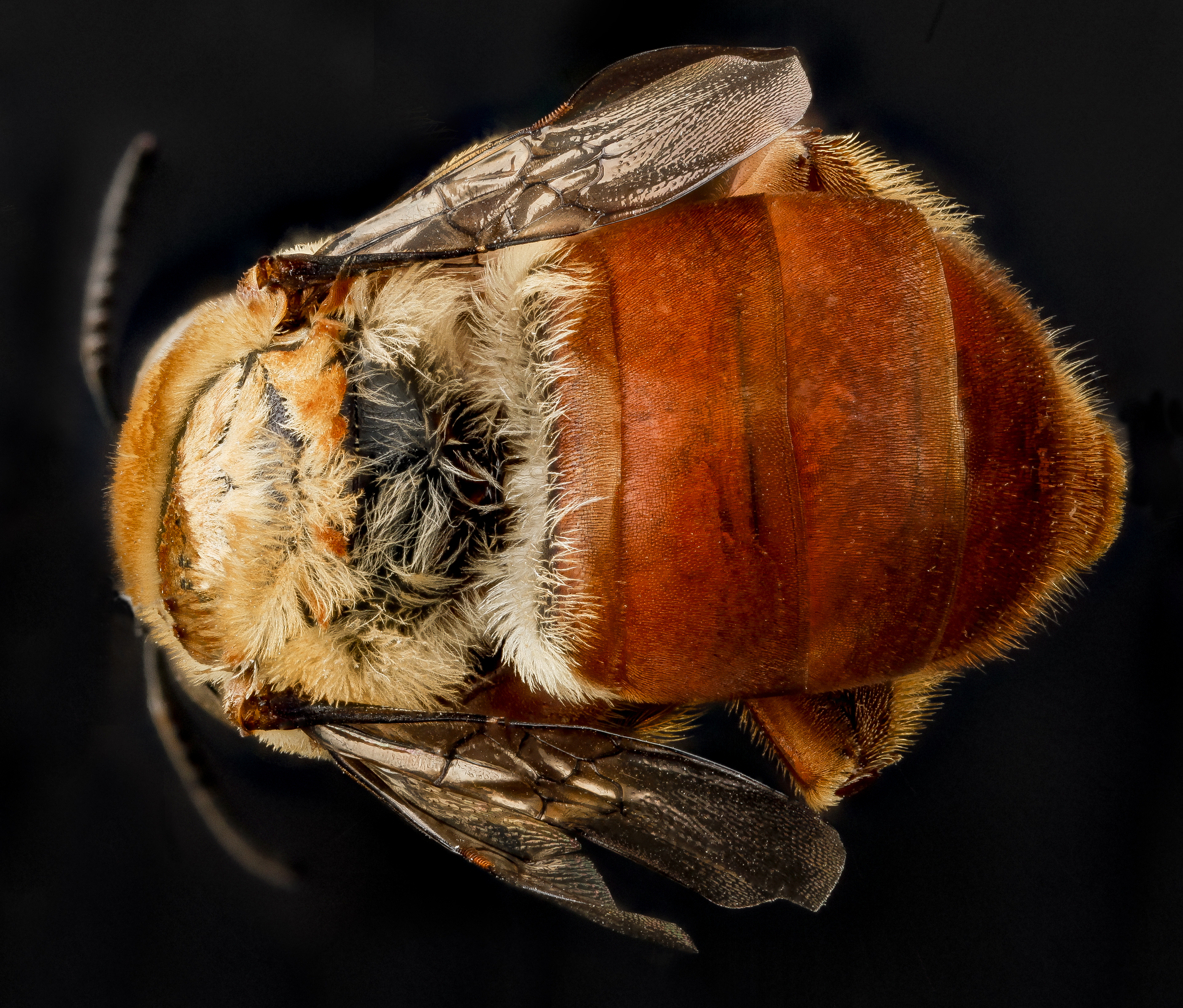
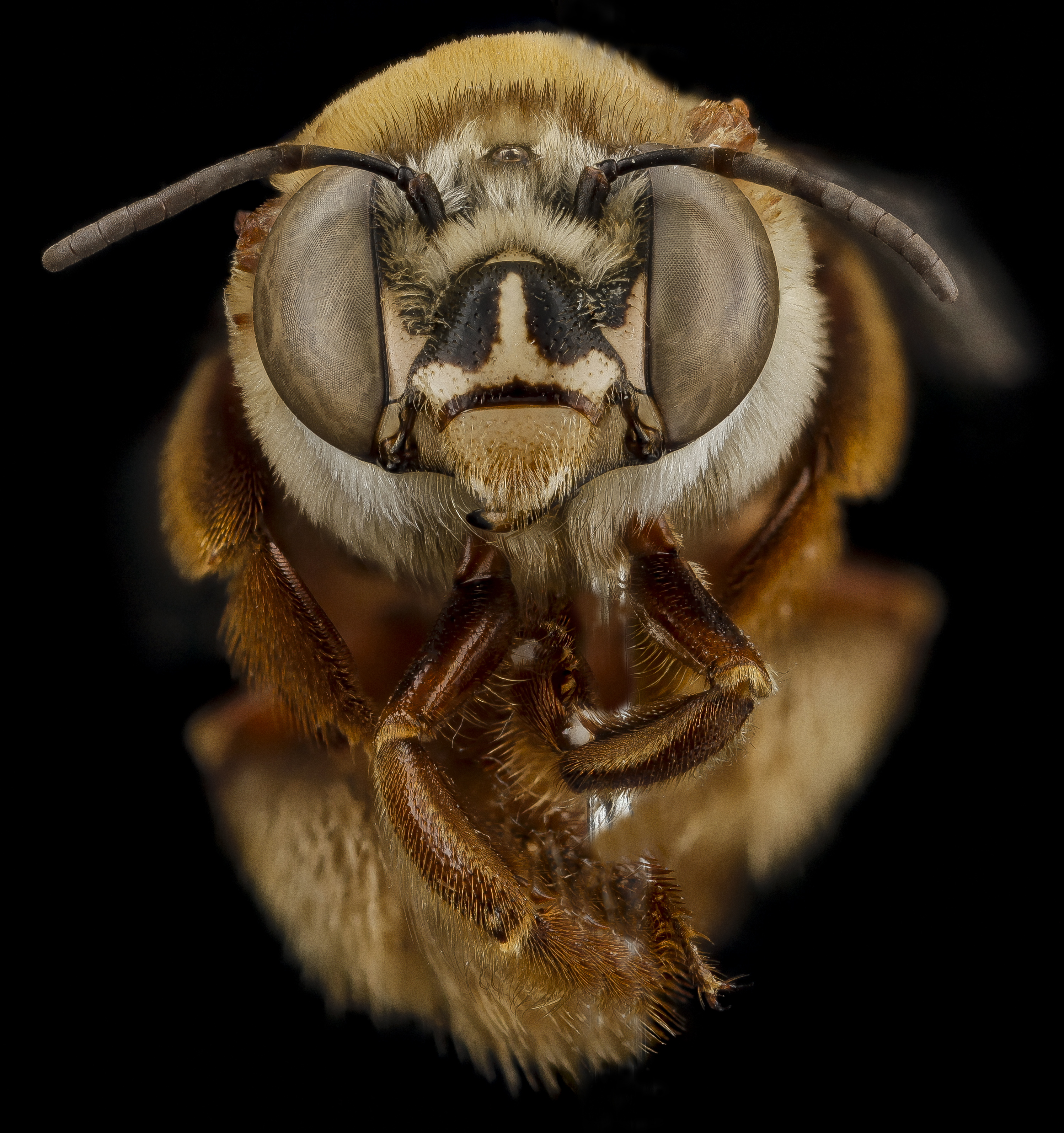